# عبدالرضا فیروزان
عبدالرضا فیروزان زاده ۱۳۵۲ در تهران کارگردان، تهیه‌کننده و نویسنده سینما و تلویزیون ایران است.

## زندگی‌نامه
وی پس از گذراندن دوره کارگردانی و ساخت چند فیلم کوتاه به عنوان دستیار کارگردان و برنامه‌ریز در مجموعه‌های تلویزیونی و سینمایی مشغول شد و بازیگری را نیز در سریال‌های تنها در تاریکی، بوی خاک، جاودانه و مسافر تجربه کرد.

## کارگردانی
- دو قدم تا بهشت
- ماجراهای خانواده فرهمند
- تقدیر

## نویسنده
- دو قدم تا بهشت

## تهیه‌کننده
- دو قدم تا بهشت